# Иславед (община)
Община Иславед (на шведски: Gislaveds kommun) е разположена в лен Йоншьопинг, южна Швеция с обща площ 1226 km2 и население 28 713 души (към 31 декември 2013). Административен център на община Иславед е едноименния град Иславед.